# Messier 59
M59 (Messier 59 / NGC 4621) is een elliptisch sterrenstelsel in het sterrenbeeld Maagd (Virgo). Het stelsel werd op 11 april 1779 ontdekt door Johann Gottfried Köhler.
Het is een vrij groot lid van de Virgocluster met een diameter van rond de 90 000 lichtjaar